# Le Travail, par l'Industrie et le Commerce, enrichit l'Humanité
Le Travail, par l'Industrie et le Commerce, enrichit l'Humanité est un vitrail d'Eugène Grasset et Félix Gaudin. Il est situé dans l'ancien siège de la Chambre de commerce et d'industrie de Paris, en France,.

## Description
Le thème du vitrail est une allégorie dans le style Art nouveau : 
- la partie principale décrit, en six panneaux, le Travail, sous les traits d'un forgeron, le Commerce, figuré par une femme assise tenant un caducée et un livre de comptes, et l'Industrie, représentée par une femme debout, appuyée sur une roue dentée. L'arrière-plan évoque le port d'Ivry-sur-Seine, créé à l'initiative de la Chambre de commerce de Paris.
- tout autour sur douze panneaux, sont représentées des inventions (transports, communications, électricité, etc.) sur un entrelacs de végétaux.

Le titre de l'œuvre est donné dans un cartouche au sommet du vitrail.

## Localisation
Le vitrail est installé au deuxième étage de l'ancien bâtiment de la Chambre de commerce et d'industrie de Paris, 2 place de la Bourse, dans le 2e arrondissement de Paris. La fenêtre dans laquelle il est placé donne sur le 21 rue Notre-Dame-des-Victoires, dans l'axe de la rue Brongniart.

## Historique
Le bâtiment, place de la Bourse, est construit en 1832 par l'architecte Félix Callet et la Chambre de commerce et d'industrie de Paris s'y installe en 1852. En 1891, il est agrandi par l'architecte Juste Lisch, par la création d'une nouvelle salle des séances au 2e étage. La fenêtre de cette salle, qui donne sur la rue Notre-Dame-des-Victoires, est muni d'un vitrail en 1900.
Ce vitrail est réalisé par le maître-verrier Félix Gaudin, sur le carton du peintre Eugène Grasset. Il est tout d'abord exposé au pavillon de la chambre de commerce à l'Exposition universelle de 1900, puis installé dans le bâtiment en novembre 1900.
Le vitrail est inscrit au titre des monuments historiques par arrêté du 2 août 1994, modifié par arrêté du 16 mai 2013.